# 小林大介 (政治家)
小林 大介（こばやし だいすけ、1975年（昭和50年）7月1日 - ）は、日本の政治家。
立憲民主党所属の前神奈川県議会議員(2期)。
前神奈川県議会議員（2期）。
相模原市南区選出。

## 経歴
1975年7月 厚木市上依知出身。
1994年日本大学第三中学校・高等学校高卒業。
1998年 日本大学農獣医学部卒業。

卒業後、綾瀬市の介護老人保健施設で介護福祉士として12年間勤務し、2011年2月退職。

2011年第17回統一地方選挙神奈川県議会議員選挙にみんなの党公認で 相模原市南区 から出馬し、当選。
2014年11月20日　みんなの党が解散し無所属となる。
2015年第18回統一地方選挙神奈川県議会議員選挙に維新の党公認で相模原市南区 から出馬し、落選。
2016年3月17日　維新の党が解散し、無所属となる。
2019年神奈川県議会議員選挙に立憲民主党公認で相模原市南区 から出馬し、当選。
2023年神奈川県議会議員選挙に立憲民主党公認で相模原市南区 から出馬し、17,155票を得るも落選。

## 活動
2021年
国際文化観光・スポーツ常任委員会（委員長）
共生社会推進特別委員会
決算特別委員会
2022年
立憲民主党 (日本 2020)・民権クラブ 副団長
文教常任委員会（委員長）
次世代育成・デジタル戦略推進特別委員会